# Масюк Василь Васильович
Масюк, Василь Васильович (нар. 02 жовтня 1982 р.) — письменник, адвокат, кандидат юридичних наук, один із відомих авторів науково-популярної літератури для юристів.

## Біографічні відомості
У 2005 р. закінчив Національну юридичну академію України ім. Я. Мудрого і вступив до аспірантури.
2008 р. — отримав Свідоцтво на право зайняття адвокатською діяльністю.
2010 р. — захистив дисертацію на здобуття наукового ступеню кандидат юридичних наук.
2011—2014 рр — очолював комітет Реєстрації актів цивільного стану ( РАГСів) Наглядової ради при Державній реєстраційній службі України, в рамках якої спільно з главою Укрінюрколегії запропоновано ряд змін до сімейного законодавства щодо можливості зміни по батькові органами РАГСу.
2011—2014 рр — голова комітету Реєстрації актів цивільного стану ( РАГСів) Громадської ради при Державній реєстраційній службі України, в рамках якої спільно з главою Укрінюрколегії запропоновано ряд змін до сімейного законодавства щодо можливості зміни по батькові органами РАГСу.
2013 р — заступник голови Громадської ради при Державній виконавчій службі України. Член асоціації правників України.
2012—2013 рр. — готував для органів  прокуратури методичні рекомендації з розслідування фінансових злочинів, а також — участі прокурора в цивільному процесі.
2013 р. — заступник голови Громадської ради при Державній виконавчій службі України. Член асоціації правників України.

## Творчий доробок
Автор наукових та науково-популярних книг для юристів.
- Масюк , В. В. Презумпції і преюдиції в цивільному судочинстві, Х .: Право, 2012. — 208 с.
- Масюк , В. В. Науково-практичний коментар Цивільного процесуального кодексу України — К .: Видавничий дім «Професіонал», 2012. — 752 с. (Співавтор).
- Масюк , В. В. Позовна заява: алгоритм складання та подання, Х.: Право, 2012. — 74 с
- Масюк , В. В., Закон України «Про безоплатну правову допомогу». Науково-практичний коментар. — К.: КП-Сервіс, 2012. — 100 с
- Масюк , В. В.,  Крат , Ю. Як зареєструвати і розірвати шлюб в Україні, Х .: Право, 2013—116 с.
- Масюк , В. В. Секреты практической юриспруденции, Х .: Право, 2012—232 с.
- Масюк , В. В. Все о браках по расчету, Х .: Право, 2014. — 220 с.
- Масюк , В. В. Цивільний процес в схемах і таблицях, Х .: Право, 2014. — 194 с.
- Масюк , В. В. Нетворкинг для юристов и не только, Х .: Право, 2015. — 280 с.

Василь Масюк єдиний адвокат, чиї книги тричі рецензувалась першим професійним періодичним виданням для юристів України  Юридичною практикою.
Науковий коментар до закону про безоплатну правову допомогу спільно з Оніщуком М. В. (міністр юстиції України в 2007—2010 рр.).
Книга «Секрети практичної юриспруденції» є на сьогоднійшній день єдиною науково-популярною книгою юридичного спрямування, яка знаходилась в ТОП 100 Google play і ТОП 10 App Store українських версій. Ця книга визнана основною для молодого юриста, саме вона принесла популярність автору.

Відгук на книгу Позовна заява: алгоритм складання та подання дало ряд відомих юристів країни. Ось що говорить про книгу Касмінін Олександр Васильович (суддя Конституційного суду України):
«Книга містить актуальні і цінні поради для вирішення питань захисту порушеного або оспорюваного права в цивільному судочинстві»..

Ґрунтовною науковою працею Василя Масюка вважається дослідження в області презумпції і преюдицій: 
Монографія «Презумпції та преюдиції в цивільному судочинстві» є першим в науці цивільного процесуального права цілісним науковим дослідженням презумпції і преюдиції, в рамках якого визначено їх роль і місце в доказової діяльності, сформульовано ряд понять, концептуальних теоретичних висновків і практичних рекомендацій щодо вдосконалення чинного цивільного процесуального законодавства